# День благодарения
День благодаре́ния (англ. Thanksgiving Day) — североамериканский праздник, отмечается в четвёртый четверг ноября — в США и во второй понедельник октября в Канаде. С этого дня начинается праздничный сезон, который включает в себя Рождество и продолжается до Нового года.

## История
День благодарения изначально был праздником выражения благодарности и признательности Богу, равно как семье и друзьям за материальное благосостояние и доброе отношение. В США и Канаде этот праздник в значительной степени утратил религиозное значение и стал гражданским, общепринятым и общенародным.
Своими корнями этот праздник уходит в глубь американской истории, к самым первым переселенцам из Англии, прибывшим к берегам Америки в 1620 году на судне «Мэйфлауэр». Они высадились после тяжёлого плавания по штормовому океану в нынешнем штате Массачусетс морозным ноябрьским днём и основали Плимутскую колонию.
Более половины из примерно сотни прибывших не смогли пережить суровую зиму и погибли от холода, голода и болезней. Выжившие основали колонию и весной приступили к обработке земли. Индейцы вампаноаги (при помощи переводчика Скванто) научили их, какие культуры и каким образом выращивать в местной почве, в обмен на союз и защиту от конкурирующего племени наррагансеттов. Неожиданно богатый урожай стал наградой за все усилия и невзгоды. Первый губернатор колонистов, У. Брэдфорд, предложил провести день принесения благодарности Господу. На праздник осенью 1621 года отцы-пилигримы пригласили вождя и ещё 90 индейцев того племени, которое помогло им выжить в незнакомых условиях. Эта трапеза, разделённая с индейцами, и стала первым празднованием Дня благодарения. Впоследствии колонисты отмечали хороший урожай празднествами благодарения от случая к случаю.

Пенсильванская семья приносит благодарение за праздничным столом. Фото 1942 года

После завоевания независимости и возникновения единого государства США первый президент страны Дж. Вашингтон предложил отмечать День благодарения как национальный праздник ежегодно 26 ноября.  
В 1864 году, по окончании Гражданской войны, Авраам Линкольн провозгласил последний четверг ноября каждого года Днём благодарения. 
В 1939 году президент Ф. Д. Рузвельт заменил эту дату на предпоследний четверг ноября, однако обязательной силы его декларация не имела. Это вызвало раскол среди штатов: 23 штата праздновали День благодарения в предпоследний четверг, а 22 — в последний. Остальные штаты (например, Техас) объявили оба дня праздничными.
В 1941 году Конгресс США принял билль, согласно которому День благодарения должен праздноваться в четвёртый четверг ноября. 26 декабря 1941 года Рузвельт подписал этот билль, установив тем самым действующую до настоящего времени схему.

## Традиции празднования

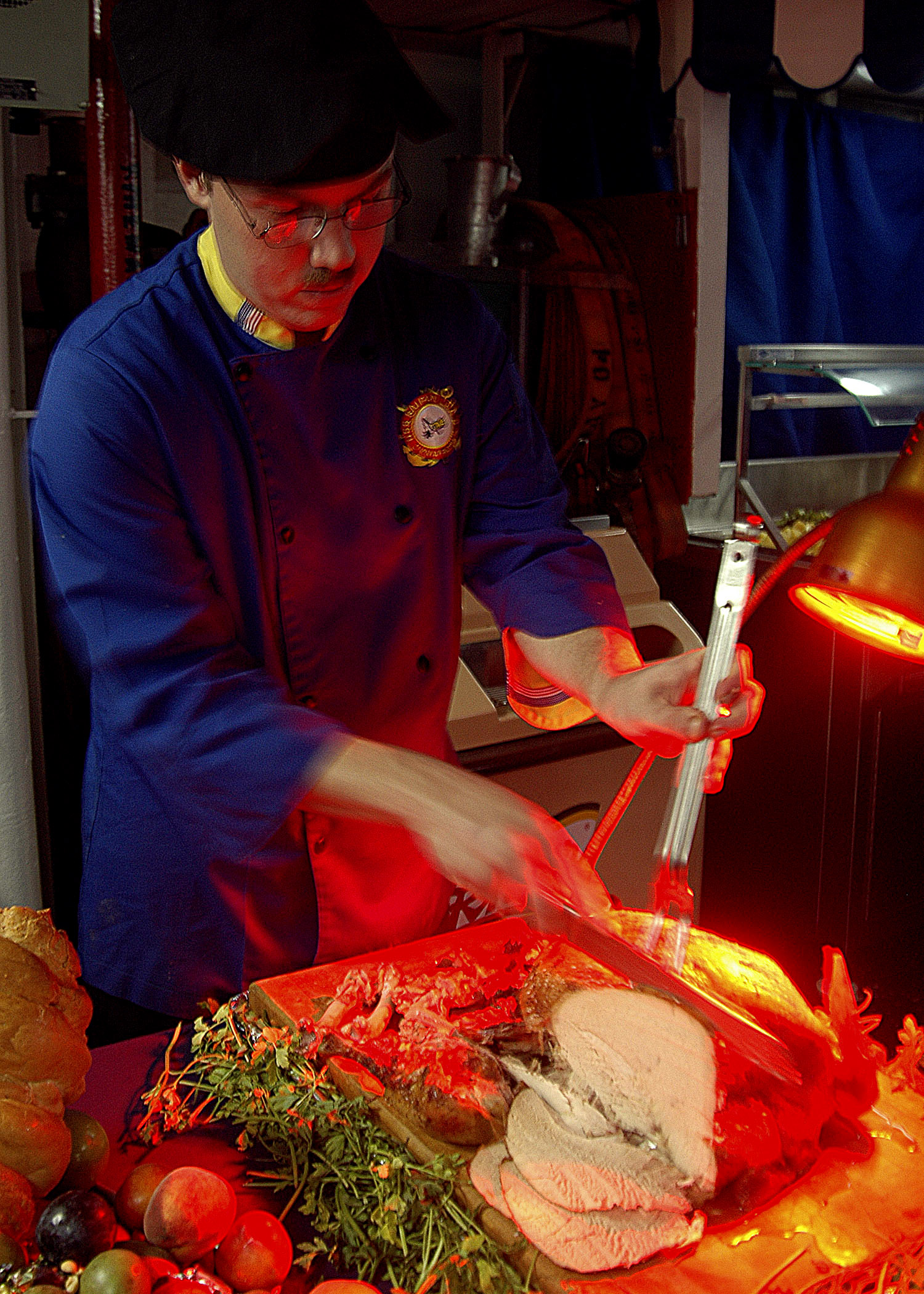
Приготовление индейки на День благодарения

По старинной традиции несколько поколений одной семьи собирается в доме старших на праздничный обед. Каждый произносит слова благодарения за всё то хорошее, что произошло в его жизни. Едят в этот день современные американцы то же самое, что ели их предки в 1621 году на первом обеде в честь Дня благодарения.
Многие блюда стали не только традицией, но и своего рода символами праздника: фаршированная индейка с клюквенным сиропом и большой сладкий тыквенный пирог. Яркие молодые тыквы, початки «индейской» кукурузы, яблоки, апельсины, каштаны, орехи, сухие листья и гроздья винограда, свисающие с блюда словно из рога изобилия, не только служат традиционным украшением стола, но и олицетворяют обилие осенних даров природы. Букеты золотых, оранжевых и красно-коричневых хризантем, дополненные веточками с ягодами, довершают ощущение изобилия и щедрости природы, настоящего праздника богатого урожая.

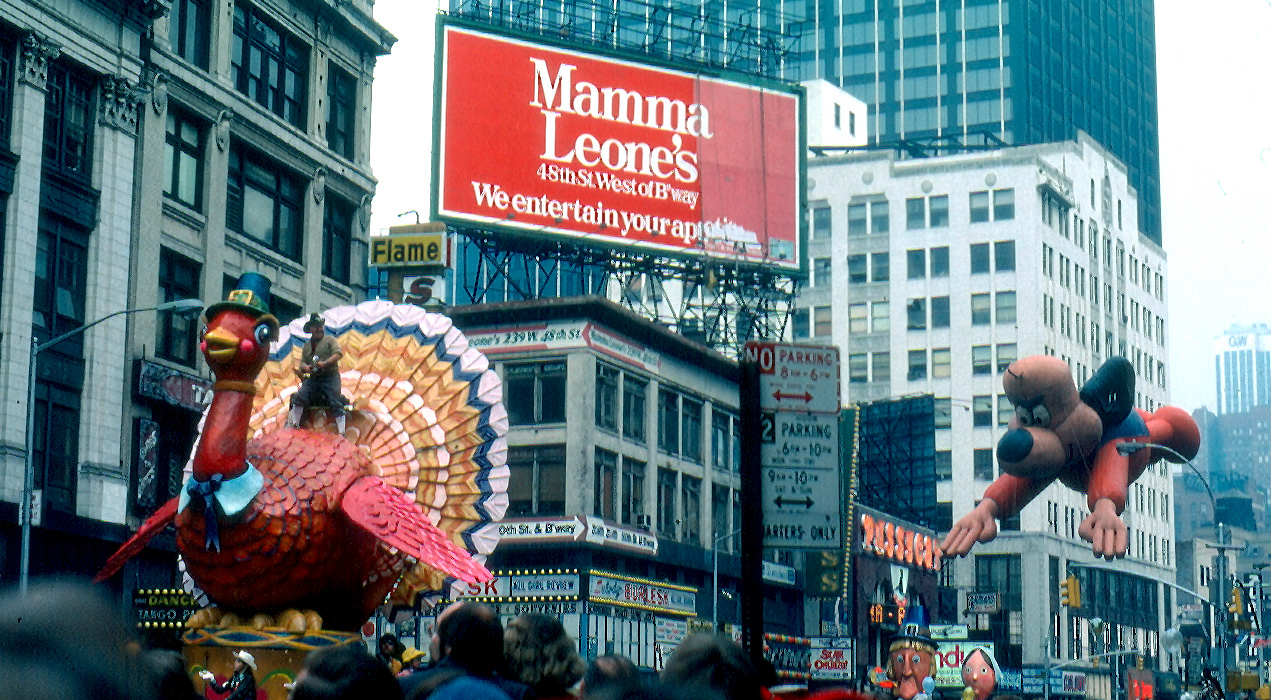
Парад Macy’s в 1979 году

В Нью-Йорке проходит Парад Macy’s — массовое шествие, организуемое рознично-торговой сетью Macy's с 1927 года. Его главная достопримечательность — надувные игрушки огромных размеров (герои мультфильмов, сказок и телепередач), которые проносят от Центрального парка до входа в универмаг — напротив Хералд-сквер (между Шестой авеню и Бродвеем). Накануне парада происходит церемония надувания игрушек. Парад показывают в прямой трансляции по телевидению.
В день, следующий за Днём благодарения и именуемый чёрной пятницей, начинаются предрождественские распродажи в магазинах и в интернете. Также дети делают игрушки в виде индеек из разных подручных материалов: шишек, палок и так далее.
С 1940-х годов проводится церемония преподнесения индейки президенту США, а в 1980-х возникла традиция «помилования» этой индейки президентом.

## День благодарения в Канаде
Подобно жителям США, канадцы в день благодарения тоже запекают индейку, тоже просят Бога, чтобы он ниспослал благосостояние их стране. Кроме того, канадцы в этот день готовят яблочный пирог и пельмени с начинкой из индейки.